# Czesław Sielicki
Czesław Sielicki (ur. 1933 w Baranowiczach, zm. 1996 we Włocławku) – polski leśnik, nauczyciel, sokolnik, działacz ochrony przyrody, myśliwy i działacz łowiecki, kynolog, członek Związku Sybiraków, odznaczony Krzyżem Kawalerskim Orderu Odrodzenia Polski i Złotym Krzyżem Zasługi. Znany propagator tradycji łowieckich, szczególnie sokolnictwa, sygnalistyki myśliwskiej, tradycji pokotu złomu. Członek władz łowieckich różnego szczebla, za zasługi dla łowiectwa odznaczony m.in. Medalem św. Huberta i Złomem – najwyższymi odznaczeniami PZŁ.

## Życiorys
Urodzony na wschodzie Rzeczypospolitej, rodzinę deportowano na wschód po zajęciu tych ziem przez ZSRR w czasie następującej po tym fali represji. Po wojnie i przymusowym wysiedleniu z Kresów Wschodnich rodzice zamieszkali we Wrocławiu. Absolwent Wydziału Leśnego Akademii Rolniczej w Poznaniu. W czasie studiów zainteresował się tradycjami łowieckimi, w tym sokolnictwem i sygnalistyką myśliwską.
Pracował jako leśnik w Nadleśnictwie Rzepin, po czym jako nauczyciel w technikach leśnych w Goraju i Tucholi, następnie prowadził ośrodek łowiecki koło Pelplina, pełnił funkcję Łowczego Wojewódzkiego we Włocławku, a następnie Wojewódzkiego Konserwatora Przyrody we Włocławku oraz Wicedyrektora Gostynińsko-Włocławskiego Parku Krajobrazowego.
W Technikum Leśnym w Goraju pod koniec lat 60. założył zespół sygnalistów myśliwskich, pierwszy taki zespół w Polsce. W 1972 roku w Technikum Leśnym w Tucholi założył kolejny zespół sygnalistów myśliwskich, działający po dziś dzień.
W latach 60. i 70. propagował kynologię łowiecką, m.in. w ramach Związku Kynologicznego w Polsce i Komisji Kynologicznej Polskiego Związku Łowieckiego. Zorganizował wiele konkursów i prób polowych psów ras myśliwskich.
Twórca współczesnego polskiego sokolnictwa. W 1971 roku w Tucholi założył Szkolne Koło Sokolników „Raróg”, istniejące do dziś.
W 1972 roku wspólnie z kilkoma działaczami łowieckimi i kynologami założył Gniazdo Sokolników przy Zarządzie Głównym PZŁ. Nauczyciel i wychowawca pokoleń sokolników, wieloletni członek władz Gniazda Sokolników, organizator kolejnych Ogólnopolskich Łowów z Sokołami.
W połowie lat 70. prowadził w Borach Tucholskich unikatowy projekt hodowli zamkniętej cietrzewia.
W latach 80. stworzył Ośrodek Hodowli i Rehabilitacji Ptaków Chronionych we Włocławku, zajmujący się m.in. hodowlą sokoła wędrownego. Współtwórca Programu Restytucji Populacji Sokoła Wędrownego w Polsce. W 1991 roku rozpoczął reintrodukcje sokołów wędrownych. Rozpoczął także prace nad hodowlą głuszca. Współtwórca Fundacji Aktywnej Ochrony Ptaków Ginących we Włocławku, której prace kontynuuje obecnie Stowarzyszenie na rzecz Dzikich Zwierząt „Sokół”.